# 万佛延寿寺
万佛延寿寺，位于北京市丰台区西四环南路55号丰台体育中心西侧，是汉传佛教寺院。

## 简介
万佛延寿寺原址在大井村的前街，如今北面的卢沟桥路则是原先大井村的后街。大井村因有一口大井而得名。大井位于大井村前街，距离该井不远的大井村的后街旧时是从北京外城广安门通向卢沟桥的石板大道，行人及骡马都到大井饮水，因此大井很有名。明朝蒋一葵在《长安客话》中说，明成祖路经此地，觉得井水甘甜，乃称之为“蜜井”。中华人民共和国初期，大井直径有1.5个人那么长，井口覆盖4块条石，中间两块条石都开有半圆孔，合成一个圆形井口供汲水用。
清朝《日下旧闻考》记载：“广宁门外小井村恭建世宗御制碑亭，大井村西恭建皇上御制碑亭，皆在石道北，南向。”“大井村石道向建木牌坊一座，乾隆四十年命改建石工，恭镌御书额，东面曰‘经环同轨’，西面曰‘荡平归极’”。雍正九年（1731年），雍正帝下令把广宁门外到小井村的土路修成长一千五百丈、宽二丈、铺巨石的石板大道，花费户部银八万两。完工后，雍正帝应官员的请求《御制广宁门新修石道碑文》，刻成石碑立在小井村路旁的御碑亭内，地点是在大井村大道向东与小井村交界处，御碑亭为黄琉璃瓦顶。乾隆二十五年（1760年），乾隆帝重修石道，并将石板大道延长了四百七十七丈到达大井村。乾隆帝《御制重修广宁门石道碑文》石碑立在大井村后街的石板大道西端的御碑亭内。乾隆四十年（1775年），乾隆帝下令将大井村石道的木牌坊改建为砖石牌坊，并御题两块石匾，东为“经环同轨”，西为“荡平归极”，该牌坊当是乾隆帝在该年得知第二次征讨大小金川取得大胜时，决定在翌年大军回京途中必经的大井村建造。该牌坊就在乾隆御碑亭旁边，与御碑亭均为黄琉璃瓦顶。中华人民共和国成立初期的北京市建设局技术员孔庆普在回忆文章《北京城里的牌楼修与拆》中说：“于1954年1月开始实施拆牌楼工程，计划年内拆除17座牌楼，首先被拆的是景徳坊……而后又去拆广安门外大井村迤西跨于京保路上的砖牌楼”（京保路即今卢沟桥路）。小井村雍正御制碑现存北京石刻艺术博物馆，大井村乾隆御制碑去向不明。2007年11月，在大井公交车站北侧工地上，出土了乾隆帝御题“荡平归极”石匾，随后被安放在大井公交车站北侧的一个小土坡上。
1988年，在大井村兴建了丰台体育中心，作为建设1990年亚洲运动会比赛场馆，大井村由此进行了大规模拆迁改建。
万佛延寿寺是大井村内最著名的寺庙，创建于明朝万历元年（1573年）。《日下旧闻考》记载：“义井庵在广宁门外迤西十里，明万历中，额曰万佛延寿寺。后有大悲阁，中奉大士，高三丈六尺。阁前为明神宗敕谕碑，正殿前有崇祯十三年碑，河南右布政使周锵撰。井在庙门外，今其地名大井村。”
万佛延寿寺南面原先有条大沟。大概是地形所限，故万佛延寿寺坐西朝东。大悲阁内供奉着一尊通高8米的铜观音像，加上足下的石雕莲台可达10米高，大悲阁的高度远超10米，非常高大，所以万佛延寿寺俗称“高庙”。
万佛延寿寺位于大井村的前街，寺址在今丰体北路的道路中央，寺门外大井村有名的大井也在丰体北路的道路下面。如今丰体北路南侧有两株大树，原先就在万佛延寿寺旁边。如今丰体北路北侧有一通石碑，即《日下旧闻考》记载的明朝崇祯十三年（1640年）河南右布政使周锵撰文的石碑，该碑坐西朝东，仍在万佛延寿寺原址。该碑为青石制，螭首方座，高315厘米、宽103厘米、厚40厘米，碑首刻四条蟠龙围绕“敕建万佛延寿寺碑记”篆额，碑座埋入土中，碑文标题为“敕建护国万佛延寿寺碑记”，碑文已大部风化，碑文内称此地原有义井庵，门前有水井，住持法界大师乃向行人施舍茶水，义井庵由此得名，后来有人募资铸造铜观音大士像，“大士金身高三丈六尺”，万历帝得知后，下令把铜像送至义井庵供奉，并拨款重修该庵，赐名“护国万佛延寿寺”（“万佛”可能是说当年该寺有座万佛阁，“延寿”可能是万历帝祝母亲慈圣皇太后长寿）
万佛延寿寺很早便已衰败毁坏，现已无存，仅存铜观音像及上述这通石碑。观音菩萨铜造像原在后殿大悲阁内，高8米，头饰宝冠，冠下有三张女性的脸，铜像身左右共24只手，姿态各异。铜观音像过去一直在大井村的万佛延寿寺原址，“文革”期间铜观音像遭到破坏，24条手臂被全部折断。1994年，丰台区人民政府将铜观音像从北京大钟寺运回，修复了4条手臂，露天立在万佛延寿寺旧址南侧的丰台体育中心，位置在丰台体育中心西侧、大井路东侧的绿地内。2006年，丰台区人民政府拨专款修复万佛延寿寺铜观音像，按原貌修复观音头冠，恢复了其余20支手臂并整体加固。铜观音像莲台旁边，立有额题“万古流芳”的石碑，落款为“丰台区人民政府”，石碑记述了铜观音像的历史及到2006年的历次修复情况。
1984年，丰台区人民政府将上述铜观音像及周锵撰文的石碑公布为丰台区重点文物保护单位“万佛延寿寺铜观音像（含石碑）”。2008年，丰台区划定包括“万佛延寿寺铜观音像（含石碑）”在内的23处区级文物保护单位的保护范围和建设控制地带。